# Juan Delgado (honduraski piłkarz)
Juan Ángel Delgado Murillo (ur. 21 lipca 1992 w San Manuel) – honduraski piłkarz występujący na pozycji defensywnego pomocnika, reprezentant Hondurasu, od 2021 roku zawodnik Motagui.
Jest bratem Eddera Delgado, również piłkarza.